# Colobus polykomos
Il colobo orsino o colobo reale (Colobus polykomos Zimmermann, 1780) è un primate catarrino della famiglia dei cercopitecidi.

## Distribuzione
La specie vive nelle foreste pluviali di pianura e di montagna di una ristretta regione tra Gambia e Costa d'Avorio, in Africa.

## Descrizione

### Dimensioni
Misura circa un metro e mezzo di lunghezza o poco più, di cui più della metà spetta alla lunga coda, per un peso medio di una decina di kg.

### Aspetto
Il colobo orsino si distingue dagli altri membri del genere Colobus per la posizione delle zone bianche del pelame. L'intero corpo è nero, ad eccezione di baffi, petto e coda, che sono bianchi; inoltre quest'ultima non è dotata di ciuffi di pelo all'estremità.

Sulla testa il pelo cresce a guisa di cappello o di corona, sicché questo animale può sembrare un monarca (da cui il nome comune), così come un alto magistrato (ed è questo il suo nome in francese).
L'aspetto generale è quello di una scimmia di medie dimensioni, con corporatura slanciata, lunga coda e callosità ischiatiche ben evidenti. Lo stomaco ha struttura piuttosto complessa, simile a quello bovino: sono tuttavia assenti le sacche guanciali.

Il pollice è ridotto ad un misero mozzicone, mentre la faccia è prognata e dotata di pieghe cutanee che vanno dalle narici alla bocca.

## Biologia
Si tratta di animali sociali, che vivono in gruppi di una decina di individui, in cui le femmine sono presenti in numero leggermente superiore ai maschi. Queste ultime mantengono legami fra loro, pulendosi vicendevolmente, mentre i maschi raramente interagiscono fra loro e mostrano di possedere una chiara gerarchia. 

CIascun gruppo occupa un territorio di estensione pari a circa 22 ettari: i vari gruppi mantengono le distanze l'uno dall'altro tramite richiami territoriali emessi dai maschi, che sono indicativi della consistenza numerica del gruppo e delle condizioni dei vari animali.

### Alimentazione
Si nutre soprattutto di foglie, ma anche di frutti e fiori: la percentuale di ciascun alimento ingerito varia a seconda della stagione.

Nonostante sia arboricolo, si nutre prevalentemente al suolo. Il nutrimento avviene in una porzione assai limitata di territorio, solitamente un percorso fisso di meno di mezzo chilometro.

### Riproduzione
A seconda della popolazione presa in esame, questi animali possono riprodursi per tutto l'arco dell'anno, oppure aspettare la stagione secca (dicembre-maggio) per farlo. Si pensa che sul periodo riproduttivo influiscano vari fattori, primo fra tutti l'abbondanza di cibo, quindi popolazioni stabilitesi nei pressi di attività umane (come campi coltivati), avendo cibo abbondante durante tutto l'anno, non hanno bisogno di limitare la propria stagione riproduttiva.

In ogni caso, la gestazione dura circa cinque mesi e mezzo, al termine dei quali viene dato alla luce un unico cucciolo: esso resta con la madre fino al raggiungimento della maturità sessuale, che avviene attorno ai due anni. La femmina si riproduce nuovamente solo una volta allontanatosi il cucciolo.
In cattività, la specie vive fino a 24 anni.

## Conservazione
A causa del declino numerico della popolazione registrato negli ultimi 30 anni la IUCN red list ha classificato Colobus polykomos come specie vulnerabile .